# فرانچسکو اورسو
فرانچسکو اورسو (انگلیسی: Francesco Urso؛ زادهٔ ۹ ژوئن ۱۹۹۴) بازیکن فوتبال اهل ایتالیا است.
از باشگاه‌هایی که در آن بازی کرده‌است می‌توان به باشگاه فوتبال ویچنزا و باشگاه فوتبال چزنا اشاره کرد.